# Guarani (jezik)
Guarani je jezik američkih domorodaca, koji se govori u Paragvaju i u dijelovima Bolivije, Argentine i Brazila.
Podgrupe ovog jezika su: zapadno bolivijski guarani (tzv. simba) - 7000 ljudi, istočno bolivijski guarani (tzv. čiriguano) - 55,000 ljudi, paragvajski guarani - 5 mil. ljudi, čiripa guarani -12,000 ljudi, mbija guarani - 25,000 ljudi

## Rasprostranjenost
Paragvajski guarani je uz španjolski jezik, službeni jezik u Paragvaju pa je Paragvaj je dvojezična zemlja. Obrazovanije stanovništvo govori latinoameričku verziju španjolskog jezika, s nekim manjim frazama posuđenima iz guaranija, dok manje obrazovano stanovništvo govori guarani s posuđenicama iz španjolskog jezika. Ova mješavina naziva se jopara. Neznatan je broj ljudi izvan Južne Amerike, koji govore guarani.
U Paragvaju postoji još nekoliko podskupina guarani jezika, najbliži guarani jeziku je čiripa guarani, kao i mbija guarani koji ima oko 75% sličnosti. U Gran Chacu govori se i istočno bolivijsko/zapadno argentijska inačica guarani jezika.
Istočno bolivijski guarani i zapadno bolivijski guarani najčešće se govore u jugoistočnim provincijama Argentine.
Paragvajski guarani, zajedno s tupi jezikom bio je prisutan u području Sao Paula i Amazone prije kolonizacije. U provinciji Mato Grosso do Sul koja graniči s Paragvajem, guarani je drugi jezik po upotrebi. Čiripa i Mbia guarani također su prisutni u govoru.